# Иван Хурс (разведывательный корабль)
«Иван Хурс» проекта 18280 (судно связи) — российский средний разведывательный корабль ближней, дальней морской и океанской зоны. Первый серийный и один из двух кораблей проекта 18280.
В задачи корабля входит обеспечение связи и управления флотом, ведение радиоразведки и радиоэлектронной борьбы, слежение за компонентами американской системы ПРО.
Корабль назван в честь начальника Разведывательного управления Главного штаба ВМФ СССР в 1979—1987 годах — вице-адмирала Ивана Хурса.

## Строительство
Корабли проекта 18280, разработанные в ЦКБ «Айсберг», предназначены для обеспечения связи и управления флотом, ведения радиоразведки и радиоэлектронной борьбы, а также для слежения за компонентами американской системы ПРО и ЗРК. Предполагается, что в составе каждого флота будет по одному такому кораблю.

Корабль разведки и связи «Иван Хурс» — это второй корабль проекта 18280. Первый — «Юрий Иванов» — был в значительной мере экспериментальным кораблём, доказавшим жизнеспособность некоторых наших идей и замыслов.— Главный конструктор ЦКБ «Айсберг» Александр Рыжков
.
Закладка судна «Иван Хурс» состоялась 14 ноября 2013 года на главном стапеле «Северной верфи» в Санкт-Петербурге  (заводской №788). Строительство затягивалось из-за серии улучшений по сравнению с головным кораблём серии. Спуск состоялся 16 мая 2017 года. Акт о завершении государственных испытаний корабля был подписан 18 июня 2018 года. Принят в состав Военно-морского флота 25 июня 2018. В строительстве «Ивана Хурса» приняли участие более 900 российских компаний.

## Характеристики корабля
Полное водоизмещение — 4 тыс. т, длина — 96 м, ширина — 16 м, осадка — 4 м. Скорость полного хода — 20 узлов. Дальность плавания — 8 тыс. миль при 16 узлах. Экипаж — 131 человек.
Энергетическая установка корабля включает два дизель-редукторных агрегата 5ДРА с дизелем 11Д42 (8ЧН30/38) производства Коломенского завода ЗАО «Трансмашхолдинг». Мощность каждого из двух дизелей — 1950 кВт (2650 л.с.) В качестве движителей использованы 2 винта регулируемого шага.
Вооружение кораблей данной серии включает от от двух до четырёх тумбовой установок (МТПУ) с крупнокалиберными пулемётами Владимирова 14.5-мм, предназначенными для поражения легкобронированных целей и использования в качестве зенитной установки. Также «Иван Хурс» оснащается переносными зенитно-ракетными комплексами «Игла».
По словам главного конструктора ЦКБ «Айсберг» Александра Рыжкова, по сравнению с «Юрием Ивановым» в проект внесён «целый ряд изменений, направленных на улучшение боевых и эксплуатационных характеристик, а также на улучшение условий обитаемости — для удобства экипажа».
Разработчики предполагают, что корабль «Иван Хурс» может служить «флагманом сетецентрической войны» и координировать действия целой эскадры или корабельной ударной группы (КУГ), находящейся во взаимодействии с авиацией и сухопутными силами. В состав комплекса обеспечения навигации, связи и радиоразведки входят:
- навигационная РЛС МР-231-3,
- мостиковая радиоэлектронная система позиционирования, локализации, обнаружения и ориентирования «Мостик-18280»,
- система обеспечения электронной совместимости (ЭМС) радиолокационных обнаружительных и навигационных станций, систем управления зенитными артиллерийскими и ракетными комплексами и систем взаимного обмена информацией «Подзаголовок-23».

Расчётный срок эксплуатации — 25 лет.

## Служба
Первоначальный план предусматривал передачу судна Тихоокеанскому флоту. Однако в апреле 2017 года в Чёрном море затонул средний разведывательный корабль «Лиман», столкнувшись с судном-скотовозом Youzarsif H. В качестве замены флоту был предоставлен «Иван Хурс».
После вступления в строй «Иван Хурс» в июле 2018 года принял участие в праздновании Дня Военно-Морского Флота в Санкт-Петербурге. В декабре 2018 года после межфлотского перехода вокруг Европы «Иван Хурс» прибыл в Севастополь. Корабль входит в состав 519-го отдельного дивизиона разведывательных кораблей Черноморского флота. Во время празднования Дня ВМФ в Севастополе 26 июля 2020 года «Иван Хурс» принял участие в первой линии парада кораблей Черноморского флота.
По официальной версии, в Чёрном море судно обеспечивает безопасность функционирования трубопроводов «Турецкий поток» и «Голубой поток».

### Инцидент 24 мая 2023
Ранним утром 24 мая 2023 года Вооружённые силы Украины атаковали корабль тремя беспилотными катерами. В момент атаки он находился в экономической зоне Турции, примерно в 140 км северо-восточнее пролива Босфор. Минобороны России отчиталось об уничтожении всех трёх беспилотников, продемонстрировав 10-секундный ролик уничтожения одного из приближающихся катеров, и обвинило в этом нападении украинские власти. По официальным данным, «Иван Хурс» не пострадал.
25 мая была опубликована запись с одного из катеров, на которой видно, что один из беспилотников достигает левой кормы «Ивана Хурса». Съёмка обрывается, и результатов вероятного столкновения не видно. Это видео поставило под сомнение утверждения Минобороны России, что корабль не пострадал. Украинские военные позже заявили, что корабль получил повреждения, но не затонул. После публикации этого видео советником главы МВД Украины Антоном Геращенко прокремлёвские телеграм-каналы начали распространять видео «самостоятельного возвращения» корабля в Севастополь после атаки без видимых повреждений. В действительности это видео было опубликовано на YouTube два года назад. Другие фотографии из бухты Севастополя также не позволяли однозначно идентифицировать судно.
26 мая были опубликованы новые съёмки «Ивана Хурса», заходящего в бухту Севастополя. Возвращение судна подтвердили корреспондент ТАСС и источник «Коммерсанта» в Черноморском флоте. Корабль не имел видимых повреждений и следов пожара, которые могли бы остаться после столкновения с беспилотником.

### Инцидент 23 марта 2024
Во время атаки на Севастополь 23 марта 2024 года Вооружённые силы Украины поразили два больших десантных корабля проекта 775 Черноморского флота России — «Ямал» и «Азов». 25 марта представитель Военно-морских сил Украины сообщил, что в ходе той же атаки мог быть повреждён «Иван Хурс», находившийся у пирса. Опубликованные спутниковые снимки указывают на вероятное повреждение кормы судна.

## Командиры
- капитан 3 ранга Александр Костюков;
- капитан 3-го ранга Игорь Таран (на 2023)[6][17].